# Gluviopsis rufescens rufescens
Gluviopsis rufescens rufescens es una subespecie de arácnido  del orden Solifugae de la familia Daesiidae.

## Distribución geográfica
Se encuentra en Yemen  y Grecia.